# Трнава-при-Лаборци (район Михаловце)
Трнава-при-Лаборци (словац. Trnava pri Laborci, венг. Tarna) — деревня и община Михаловецкого района Кошицкого края на востоке Словакии.
Расположена в пойме реки Лаборец в Восточно-Словацкой низменности на юго-западном склоне гор Вигорлат у ручья Трнавский поток в 8,5 км севернее от административного центра Михаловце и в	363 км от столицы г. Братислава.
Центр деревни находится на высоте 160 м над уровнем моря.
Площадь 15,939 км².

## Население
| Год:                | 1994 | 2004    | 2014     | 2024    |
| ------------------- | ---- | ------- | -------- | ------- |
| Количество человек: | 551  | 532     | 591      | 640     |
| Разница:            |      | −3,44 % | +11,09 % | +8,29 % |

По состоянию на 31 декабря 2022 года население составляло 623 человека. Население преимущественно словацкое. Плотность населения - 39 чел./км².

## История
Впервые упоминается в 1249 году. До 1918/1919 года принадлежала Венгерскому королевству , затем перешла в состав Чехословакии , сегодня Словакии.

## Достопримечательности
- В деревне имеется греко-католическая церковь Схождения Святого Духа 1713 года в стиле барокко , с 1963 года памятник национальной культуры.
- На востоке возвышаются руины замка.